# Jordi Pujiula i Ribera
Jordi Pujiula i Ribera (Olot, 1947-2011) fou un psiquiatre i historiador català. Acadèmic corresponent de la Reial Acadèmia de Medicina de Catalunya, el 5 de febrer de 2008 hi feu la lectura del discurs d'ingrés, sobre el tema Topografies Mèdiques de la Garrotxa. Va ser president del Patronat d'Estudis Històrics d'Olot i Comarca. L'any 2000 obtingué el Premi d'Honor Ciutat d'Olot i el 2004 el Premi d'Excelència professional mèdica en Humanitats atorgat pel Congrés de la Professió Mèdica de Catalunya del Consell de Col·legis de Metges de Catalunya.
Durant anys va ser col·laborador del diari El Punt, Revista de Girona, La Vanguardia, L'Avenç i moltes publicacions d'àmbit local.

## Obres
- Paraules personals. Ed. de Montserrat.1969. (poesia)
- Cadaqués. Crònica estival d'una recerca infructuosa i deu troballes sorprenents. Llibre de bibliòfil amb gravats de Miquel Plana. 1974. (narració)
- La pols de la por. Dins l'obra El Burí i la Ploma. Bibliófil. 1978 (poesia)
- Glosa biogràfica del Dr. Joaquim Danés i Torras. (1979). Ed. de l'autor
- Glosa biogràfica de Josep Pujol i Ripoll.(1980) Ed. de l'autor
- Bruixes, dimonis i follets de la Garrotxa. (1983). Ed. Papers de l'arxiu Casulà
- Olot 1911-1986. 75 anys pel futur. (1986). En col·laboració.Amb motiu del 75 aniversari de La Caixa a Olot
- Els Garganta. Homenatge a una família il·lustre. (1987). En col·laboració. Ed. Municipals
- Joaquim Danés i Torras (1988-1960). (1989). En col·laboració. Ed. de Batet
- Olot: Imatges per la memòria. 6 volums. 1991-1995. En col·laboració. Fundació Pere Simón
- Itinerari pel nucli antic d'Olot. (1993). Il·lustracions de Danésjordi. Ed. Joan Prat
- Els morts per la guerra civil a la Garrotxa. (1993). En col·laboració. Ed. de Batet
- El 1r Premi del Patronat d'Estudis Històrics. Història d'una polèmica (1993). Ed. Amics de Sant Joan les Fonts
- La Vall de Bas i Ridaura. Guia. (1995). Ed. de Batet
- Olot. Guia. (1995). Ed. de Batet
- 25 anys de la Cooperativa de la Vall d'en Bas. (1995). En col·laboració. Ed. Cooperativa de la Vall de Bas
- La guerra civil a Olot. (2000). Ed. Fundació Pere Simón
- La guerra civil a Olot. Memòries des de l'exili. Antoni Planagumà. Notes biogràfiques. Col. Nova Biblioteca Olotina. Nº 2. Ed. Municipals. Olot 2002

"Catàleg de la postal Olotina". Arxiu Municipal d'Imatges d'Olot.2006
- Dictadura, República i Guerra Civil. Volum 8 de la Història d'Olot. Edicions Municipals. Olot. 2007
- "Senhal" Dietari a mitja vida. Girona. 2004- Poesia. Il·lustracions de Quim Domene
- "Senhal" Neo. Girona. 2010. Il·lustracions Vicenç Masdemont.
- "Les topografies mèdiques d'Olot". Olot. 2009. Estudis Històrics de la Garrotxa